# Nicole (Lot-et-Garonne)
Nicole település Franciaországban, Lot-et-Garonne megyében. Lakosainak száma 239 fő (2022. január 1.). Nicole Tonneins, Aiguillon, Bourran, Clairac és Monheurt községekkel határos.

## Népesség
A település népességének változása:
| Lakosok száma | 364  | 307  | 303  | 275  | 287  | 249  | 225  | 215  | 223  | 239  |
|               | 1968 | 1982 | 1990 | 2006 | 2013 | 2015 | 2017 | 2019 | 2020 | 2022 |